# Prokljani-tó
A Prokljani-tó (horvátul: Prukljansko jezero, vagy Prokljansko jezero) egy kriptodepressziós tó Horvátországban, Dalmáciában, a Krka alsó folyásánál.

## Leírása
A tó Šibeniktől 5,5 km-re északra, a Krka-folyó alsó folyásánál, Šibenik és Skradin között fekszik. Šibenik kikötőjéhez keskeny Prokljani-csatornával csatlakozik. A tó kiterjedése északnyugat-délkeleti irányú, hosszúsága 6,7 km, legnagyobb szélessége pedig 2,8 km. Területe 11,1 km². Északi része sekélyebb (1-2 m), déli része mélyebb (legmélyebb pontja 25 m). A tó vizét a Krkából és záporpatakokból (Guduča és mások) kapja. A tengervíz eléri a tavat, így a felszíni réteg kissé sós ún. brakkvíz, alján pedig sós (mintegy 35%-os sótartalmú) víz található. A tavon található egy sziget is, Stipanac szigete. A tó a Krka Nemzeti Park része. A tóparti falvak Raslina, Bilice és a névadó, a tó északi végében fekvő kicsi Prokljan falu.
Mivel a tó nem felel meg egy tó földrajzi tulajdonságainak, 2012-ben úgy ítélték meg, hogy a tavat a jövőben öbölként tartják nyiulván. Ivan Rajić, Raslina polgármesterének kezdeményezésére 2014-ben azt javasolták, hogy ne a tó vagy az öböl jelölést használják, hanem egyszerűen nevezzék át „Prukljan”-ra, mivel a helyiek is így nevezik.

## Állatvilág
A tóban egész évben lehet horgászni. Mivel mind az édes, mind a sós víz megtalálható, mind édesvízi halak, mind tengeri halak élnek benne: aranydurbincs, kalauzhal, bonitó, tonhal, tintahal, angolna, tőkehal és pisztráng.

## Fordítás
Ez a szócikk részben vagy egészben  a   Pruljansko jezero című horvát Wikipédia-szócikk ezen változatának fordításán alapul.  Az eredeti cikk szerkesztőit annak laptörténete sorolja fel. Ez a jelzés csupán a megfogalmazás eredetét és a szerzői jogokat jelzi, nem szolgál a cikkben szereplő információk forrásmegjelöléseként.